# 小池樹里杏
小池 樹里杏（こいけ じゅりあん、1994年1月21日 - ）は、日本の女優、演出家、脚本家、作詞家、歌手、モデル、Upalupa Entertainment 代表。

## 経歴
Miss Japan4500人以上のエントリーの中から、鹿児島県代表として2021日本大会ベスト４を受賞。
脚本を務めた映画『映画の街・北九州』(Kitakyushu: the City of Movies)が、国際短編映画祭 SSFF&ASIA 2021ジャパン部門にノミネート。なお、同時にノミネートされた映画『吉祥寺ゴーゴー』では主演を務めた。
 『映画の街・北九州』は、次いでインドネシア「バリ国際短編映画祭」2021にノミネート（MFW7 OFFICIAL SELECTION）された。
2021年9月12日、第13回ソウル・ヨンドンポ国際超短編映画祭（2021 The 13th Seoul Yeongdeungpo International Extreme-Short Image&Film Festival）にて、国際短編部門【審査員特別賞】(Special Jury Award)を受賞。
映画『MANRIKI』(2019年)では、ヒロインにして小顔願望の女役を演じた。

## 人物
東京都出身。
英語、日本語、タガログ語の3か国語を話せる。
2024年1月、絵本「テムとゴミの声」文芸社より出版 
さく：小池樹里杏　え：柿田ゆかり

## 出演

### 映画
- 2025年 映画「映画「イエロー・マシマシ・ラプソディ(仮)」ビッグママ・ユーコ役(監督:齋藤允宏)
- 2024年 映画「CITIZENs～戦わないという選択」エタニア役 (監督:ふるいちやすし)
- 2024/9/27公開 映画「善良と傲慢」梓役（監督:萩原健太郎）
- 2024/2/3公開 映画「サンパギータ/Sampaguita」主演・エミリア役 内田裕大とダブル主演（監督：三室力也、小池樹里杏）[5]
- 2024年「復讐のワサビ」主演・カノ／ワサビ役（監督・ヘマント・シン）[6]ショートフィルム「私が神んなる前の話」　監督：野呂悠輔
- 映画「僕らは春が来る前に」主演・佐々木梨花役 監督：尾﨑優一
- 2020/10/30公開 「吉祥寺ゴーゴー」 （吉祥寺今昔写真館委員会）マリ役 （監督：籔下雷太） [7]
- 2020/10/10公開「CAT」 東サキ役 （監督：大塚祐吉）
- 2019/11/29公開 齋藤工・永野 企画プロデュース「MANRIKI」 ヒロイン【小顔に憧れるモデル（小顔願望女）役】 （監督：清水康彦）
- 2019年「東京喰種トーキョーグールS」執事役 （監督：川崎拓也、平牧和彦）
- 2019年「東京アディオス」 秘書役 (監督：大塚恭司)
- 2018年「Sea Opening」黒崎美波役（脚本・監督 堀内博志）
- 2016年「永い言い訳」（監督：西川美和）

### ドラマ
- 仮面ティーチャー（2014年2月14日、日本テレビ） - 女子高校生 役
- さぼリーマン甘太朗（2017年、テレビ東京） - 店員 役
- ラブホの上野さん season2（2017年、フジテレビ） - 及川万尋 役
- エアガール（2021年3月20日、テレビ朝日）- 戦後初のCA 役

### ウェブドラマ
- グッドモーニング・コール（2016年2月12日 - 、FOD・Netflix）
- 雨が降ると君は優しい 第1話・第2話・第7話・最終話（2017年、Hulu） - 秘書 役
- 全裸監督2 第1話・第3話・第4話（2021年6月24日 - 、Netflix）

### 舞台
- 2024年　舞台「テムとゴミの声-第二章 また会えたなら-」梅乃役 CBGKシブゲキ‼（脚本・演出　小池樹里杏）
- 2022年　舞台「テムとゴミの声-第一章 レぺノマムスサーカス団-」カボス役　下北沢楽園（脚本・演出　小池樹里杏）
- 2021年　三木プロダクション 舞台「WELL～井戸の底から見た景色～」 新宿村LIVE (作・演出 岡本貴也) Ｗキャスト teamコール りあお役
- 2019年 T1project「幸せな時間」本多劇場 (作・演出 友澤晃一)
- 2015年 劇団山本屋 「あまもり」池袋芸術劇場シアダーウエスト (作・演出 山本タク)

### テレビバラエティ
- 「スカッとジャパン」
- 「これって偏見ですか？」
- 「今日、好きになりました。」演出家としてゲスト出演（AbemaTV）

### 広告
- 株式会社やさしい手 YouTubeドラマ(マイナビ2022) (2021年)
- Upward イメージビデオ (2021年)
- Lapidem Tokyo Spa (2021年)
- 有明ガーデン 泉天空の湯 (2020年8月-2021年7月)
- ドミノピザ (2018年)
- 京王電鉄 ブランドムービー 好きな駅と生きてゆく(西永福) (2017年)
- 空気清浄機 cado
- Nike 「Just Do It 」ブランドムービー(2023年)
- アサヒビール ドライクリスタル(2023年)

### 雑誌
- マガジンハウス 『GINZA』「ニッポン美人化計画」（2016年）
- Another Vision 『FIERCIVE No.86』（2017年）
- 玄光社『デジタルフォトテクニックデジタル』（2020年10月号）
- 技術評論社 『Software Design』（2021年2月号）（2021年3月号）

### MV
- G-FX 「TSUNAMI」ヒロイン（2020年）
- SUKI. 「ユートピア」出演・監督（2020年）
- アノエリカ「相愛」出演(2022年)

## 演出/脚本作品
- スターダスト制作３部少女劇団いとをかし「シーパー」演出助手
- スターダスト制作３部少女劇団いとをかし「シーパーリメイク」演出助手
- 舞台「流れる」演出/脚本
- 舞台「綿の味」演出/脚本
- 舞台「はぴぱ!~24の消えないロウソク~]出演/脚本
- 舞台「ここだよ。」出演/演出/脚本
- 舞台「ストレストラン」演出/脚本
- 舞台「オンナノコノミカタ 」
- 舞台「ヒット撃つまで僕達は死ねない」出演/演出/脚本
- 舞台「ここだよ。りめいく」出演/演出/脚本
- 舞台「アンタ！このままじゃ売れないわよ」出演/演出/脚本
- “Y160”元町サンクスデイズ「STREET THE MUSICAL＠横浜元町ショッピングストリート」(ミュージカルプロジェクト「Out Of Theater」)(2019年5月25・26日) 演出/脚本
- ミュージカル「未完の贈り物」　演出/脚本
- 【TNC制作の短編ドラマ「映画の街・北九州」全4話】　脚本 ◎2021年9月12日、第13回ソウル・ヨンドンポ国際超短編映画祭(2021 The 13th Seoul Yeongdeungpo International Extreme-Short Image&Film Festival)にて、国際短編部門【審査員特別賞】(Special Jury Award)を受賞。
- 舞台「Unknown」脚本/演出
- ミュージカル「くまのがっこう音楽劇」脚本。藤原紀香公式アンバサダー
- 舞台「テムとゴミの声-第一章 レぺノマムスサーカス団-」脚本/演出
- 舞台「テムとゴミの声-第二章- また会えたなら」脚本/演出
- 舞台「雨、今君は。」脚本/演出　主演：田口淳之介